# Monhystera gabaza
Monhystera gabaza (syn. Nicascolaimus gabaza) is een rondwormensoort uit de familie van de Monhysteridae. De wetenschappelijke naam van de soort is voor het eerst geldig gepubliceerd in 1980 door Joubert & Heyns.